# MLB All-Star Game 2002
MLB All-Star Game 2002 – 73. Mecz Gwiazd ligi MLB, który odbył się 9 lipca 2002 roku na stadionie Miller Park w Milwaukee. Po raz pierwszy od 1961 roku mecz zakończył się remisem. Spotkanie obejrzało 41 871 widzów.
Po rozegraniu 11 inningów, wszyscy dostępni miotacze zaliczyli występ i w efekcie komisarz MLB Bud Selig i obydwaj menadżerowie podjęli decyzję o zakończeniu meczu przy stanie 7–7. Nie wybrano najbardziej wartościowego zawodnika meczu. W All-Star Game wystąpili wszyscy wybrani (nie licząc zawodników kontuzjowanych) do obydwu drużyn zawodnicy, co zdarzyło się po raz pierwszy w historii MLB All-Star Game. Po raz pierwszy również miało miejsce All-Star Game Final Vote – ostateczne głosowanie kibiców, którego zdobywca największej liczby głosów przystępuje do Meczu Gwiazd.

## Wyjściowe składy
| American League | American League  | American League | American League | National League | National League   | National League | National League |
| #               | Zawodnik         | Klub            | Pozycja         | #               | Zawodnik          | Klub            | Pozycja         |
| --------------- | ---------------- | --------------- | --------------- | --------------- | ----------------- | --------------- | --------------- |
| 1               | Ichirō Suzuki    | Mariners        | RF              | 1               | José Vidro        | Expos           | 2B              |
| 2               | Shea Hillenbrand | Red Sox         | 3B              | 2               | Todd Helton       | Rockies         | 1B              |
| 3               | Alex Rodriguez   | Rangers         | SS              | 3               | Barry Bonds       | Giants          | LF              |
| 4               | Jason Giambi     | Yankees         | 1B              | 4               | Sammy Sosa        | Cubs            | RF              |
| 5               | Manny Ramírez    | Red Sox         | LF              | 5               | Vladimir Guerrero | Expos           | CF              |
| 6               | Jorge Posada     | Yankees         | C               | 6               | Mike Piazza       | Mets            | C               |
| 7               | Torii Hunter     | Twins           | CF              | 7               | Scott Rolen       | Phillies        | 3B              |
| 8               | Alfonso Soriano  | Yankees         | 2B              | 8               | Jimmy Rollins     | Phillies        | SS              |
| 9               | Derek Lowe       | Red Sox         | P               | 9               | Curt Schilling    | Diamondbacks    | P               |

| Zespół                                                      | 1 | 2 | 3 | 4 | 5 | 6 | 7 | 8 | 9 | 10 | 11 | R | H  | E |
| ----------------------------------------------------------- | - | - | - | - | - | - | - | - | - | -- | -- | - | -- | - |
| American League                                             | 0 | 0 | 0 | 1 | 1 | 0 | 4 | 1 | 0 | 0  | 0  | 7 | 12 | 0 |
| National League                                             | 0 | 1 | 3 | 0 | 1 | 0 | 0 | 2 | 0 | 0  | 0  | 7 | 13 | 0 |
| WP: – LP: – HR: AL: Alfonso Soriano (1) NL: Barry Bonds (1) |   |   |   |   |   |   |   |   |   |    |    |   |    |   |

## Składy
| Miotacze - Éric Gagné (1) - Tom Glavine (8) - Trevor Hoffman (4) - Randy Johnson (9) - Byung-hyun Kim (1) - Matt Morris (2) - Robb Nen (3) - Vicente Padilla (1) - Odalis Pérez (1) - Mike Remlinger (1) - Curt Schilling (5) - John Smoltz (5) - Mike Williams (1) Łapacze - Damian Miller (1) - Mike Piazza (10) - Benito Santiago (5) |  | Wewnątrzpolowi - Luis Castillo (1) - Todd Helton (3) - José Hernández (1) - Mike Lowell (1) - Scott Rolen (1) - Jimmy Rollins (2) - Richie Sexson (1) - Junior Spivey (1) - José Vidro (2) Zapolowi - Lance Berkman (2) - Barry Bonds (11) - Adam Dunn (1) - Luis Gonzalez (3) - Shawn Green (2) - Vladimir Guerrero (4) - Andruw Jones (2) - Sammy Sosa (6) |  | Menadżer - Bob Brenly Trenerzy - Frank Robinson - Jim Tracy Honorowy kapitan - Ozzie Smith |

| Miotacze - Mark Buehrle (1) - Freddy García (2) - Eddie Guardado (1) - Roy Halladay (1) - Derek Lowe (2) - Pedro Martínez (6) - Mariano Rivera (5) - Kazuhiro Sasaki (2) - Ugueth Urbina (2) - Barry Zito (1) Łapacze - A.J. Pierzynski (1) - Jorge Posada (3) |  | Wewnątrzpolowi - Tony Batista (2) - Nomar Garciaparra (4) - Jason Giambi (3) - Shea Hillenbrand (1) - Derek Jeter (5) - Paul Konerko (1) - Alex Rodriguez (6) - Alfonso Soriano (1) - Mike Sweeney (3) - Miguel Tejada (1) - Robin Ventura (2) - Omar Vizquel (3) Zapolowi - Garret Anderson (1) - Johnny Damon (1) - Robert Fick (1) - Torii Hunter (1) - Manny Ramirez (6) - Ichiro Suzuki (2) - Randy Winn (1) |  | Menadżer - Joe Torre Trenerzy - Charlie Manuel - Mike Scioscia Honorowy kapitan - Robin Yount |

- W nawiasie podano liczbę powołań do All-Star Game.

## All-Star Final Vote
| Zawodnik        | Klub              | Pozycja         | Zawodnik        | Klub                | Pozycja         |
| American League | American League   | American League | National League | National League     | National League |
| --------------- | ----------------- | --------------- | --------------- | ------------------- | --------------- |
| Johnny Damon    | Boston Red Sox    | CF              | Andruw Jones    | Atlanta Braves      | CF              |
| Jim Thome       | Cleveland Indians | 1B              | Brian Giles     | Pittsburgh Pirates  | RF              |
| Eric Chavez     | Oakland Athletics | 3B              | Larry Walker    | Colorado Rockies    | RF              |
| Magglio Ordóñez | Chicago White Sox | RF              | Albert Pujols   | St. Louis Cardinals | 1B              |
| Darin Erstad    | Anaheim Angels    | CF              | Ryan Klesko     | San Diego Padres    | 1B              |

## Home Run Derby
| Miller Park, Milwaukee – AL 42, NL 31 | Miller Park, Milwaukee – AL 42, NL 31 | Miller Park, Milwaukee – AL 42, NL 31 | Miller Park, Milwaukee – AL 42, NL 31 | Miller Park, Milwaukee – AL 42, NL 31 | Miller Park, Milwaukee – AL 42, NL 31 |
| Zawodnik                              | Klub                                  | Runda 1                               | Półfinały                             | Finały                                | Suma                                  |
| ------------------------------------- | ------------------------------------- | ------------------------------------- | ------------------------------------- | ------------------------------------- | ------------------------------------- |
| Jason Giambi                          | Yankees                               | 11                                    | 7                                     | 7                                     | 25                                    |
| Sammy Sosa                            | Cubs                                  | 12                                    | 5                                     | 1                                     | 18                                    |
| Paul Konerko                          | White Sox                             | 6                                     | 6                                     | –                                     | 12                                    |
| Richie Sexson                         | Brewers                               | 6                                     | 4                                     | –                                     | 10                                    |
| Torii Hunter                          | Twins                                 | 3                                     | –                                     | –                                     | 3                                     |
| Barry Bonds                           | Giants                                | 2                                     | –                                     | –                                     | 2                                     |
| Alex Rodriguez                        | Rangers                               | 2                                     | –                                     | –                                     | 2                                     |
| Lance Berkman                         | Astros                                | 1                                     | –                                     | –                                     | 1                                     |